# Centimetro d'acqua
Centimetri di acqua (abbreviato in cmH2O) è un'unità di misura non frequentemente utilizzata per la pressione e utilizzata soprattutto in metrologia.
Viene spesso utilizzata nelle reti di approvvigionamento idrico (solitamente espressa in metri di colonna d'acqua), oppure in medicina relativamente al corpo umano, ad esempio per misurare la pressione venosa centrale, la pressione endocranica, le pressioni durante la ventilazione meccanica.
Essa può essere definita come la pressione esercitata da una colonna d'acqua di 1 cm di altezza a 4 °C (temperatura di densità massima) all'accelerazione normale di gravità, in modo che 1 cmH2O (4 °C) = 999,9720 kg/m³ × 9,80665 m/s2/100 = 98,0638 Pa, ma convenzionalmente viene utilizzato un nominale densità dell'acqua massima di 1000 kg/m3, che corrisponde a 98,0665 Pa.